# صرع قذالي

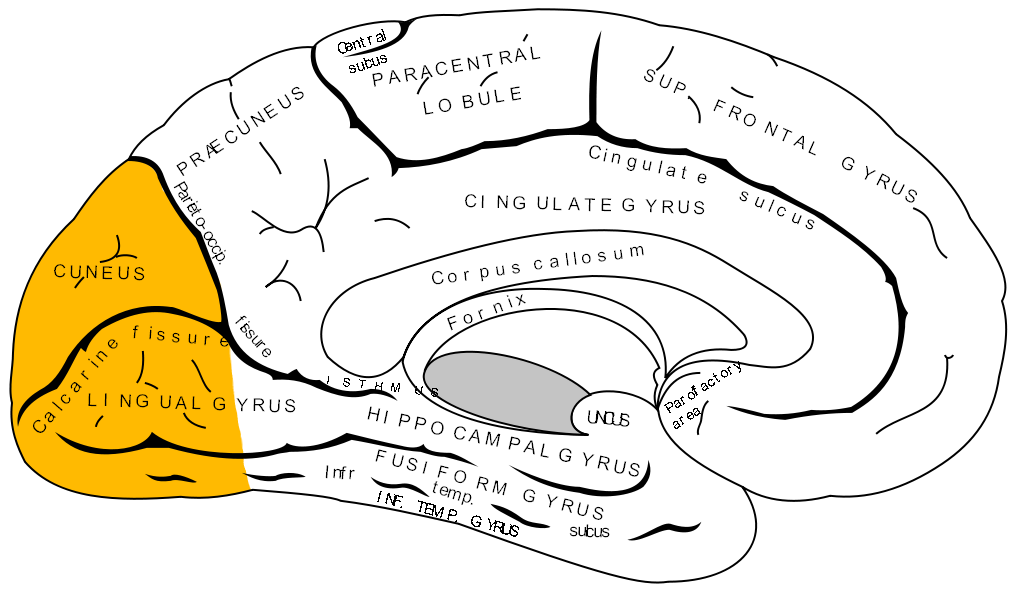
توضيح لموقع الفص القذالي للدماغ

الصرع القذالي هو اضطراب عصبي ينتج عن النشاط العصبي المفرط في الفص القذالي للدماغ، قد يترافق الصرع القذالي مع أعراض وقد يكون لا عرضيًا. يندر حدوث صرع الفص القذالي، قد يختلط التشخيص مع الصداع النصفي في بعض الحالات العرضية. تنتج نوبات الصرع عن فرط النشاط العصبي المتزامن، وقد ينجم عن فشل تنظيم الخلايا العصبية المثبطة.
يترافق هذا الاضطراب مع نوبات صرعية بؤرية تتركز في الفص القذالي للدماغ، وله نوعان رئيسيان يتضمن كل منهما نوبات صرعية بؤرية هما: متلازمة غاستو، ومتلازمة بانايوتوبولس. يسمى صرع غاستو أيضًا بالصرع الطفولي الحميد المترافق بالنوبات القذالية (BECOP)، والصرع القذالي المتأخر. يُعرف صرع بانايوتوبولس أيضًا باسم الصرع الطفولي البؤري المحدود ذاتيًا، والصرع الجزئي المبكر الحميد المترافق مع النوبات القذالية. قد تكون هذه النوبات مجهولة السبب. تشمل الأسباب المحتملة أورام المخ، والعدوى، والآفات والأذيات الدماغية، والظهور مجهول السبب. تنشأ النوبات في الفص القذالي وتمثل 5-10% من مجمل أنواع النوبات الصرعية. عادةً ما تظهر النوبات الصرعية لدى الأطفال من عمر السنة وحتى عمر 17 عامًا، وغالبًا ما يكون إنذار المرض جيدًا. قد تحدث الأعراض بشكل عفوي، وقد تحدث بوجود محفزات بصرية، نظرًا لتركز الاضطراب في الفص القذالي.

## الأعراض والعلامات
تتضمن الأعراض المميزة للصرع القذالي الأعراض البصرية والمحركة للعين. قد تحدث الأعراض تلقائيًا، وقد تنتج عن آفة دماغية أو منطقة مصابة من الفص القذالي. تتضمن الأعراض البصرية الهلوسة البسيطة والمعقدة، والعمى، والتخيلات البصرية، وتكرر الرؤية (رؤية المحفز البصري بعد زواله من المجال البصري). تستمر هذه الأعراض لفترة قصيرة قد تصل إلى 1-3 دقائق. تشمل أعراض حركة العين: الانحراف الموتر للعينين، والرأرأة (الحركات السريعة غير الإرادية للعينين)، والرفرفة المتكررة أو إغلاق الجفون. قد يعاني الأطفال من الغثيان والإقياء خلال النوبة أيضًا. تستمر مجمل النوبة لدى الأطفال لمدة تقل عن 10 دقائق، وتحدث بشكل رئيسي أثناء الليل. تشمل المحفزات إطفاء الأنوار، والانتقال بين المناطق المظلمة والمضيئة. يشيع حدوث الصداع التالي للصرع، الذي يتشابه إلى حد كبير مع الصداع النصفي. قد تحدث عدة نوبات خلال اليوم في الصرع القذالي. قد تنتشر النوبات من الفص القذالي إلى مناطق الدماغ الأخرى.
قد تنتقل النوبات الصرعية إلى المناطق الأمامية وتؤدي إلى ظهور الأعراض الخاصة بالفصوص الجبهية والجدارية والصدغية، أو التشنجات الثانوية. يؤدي انتشار نوبات الفص القذالي إلى مناطق الدماغ المختلفة إلى تباين الأعراض واختلافها وتصنيف أنواع ثانوية للنوبات:
1. تسبب نوبات القشرة البصرية الأولية الهلوسة البصرية، والتخيلات البصرية، أو العمى الجزئي أو الكلي.
2. تسبب نوبات القشرة خارج الجسم المخطط الهلوسة الأكثر تعقيدًا مثل رؤية الأشخاص أو الأماكن أو الحيوانات.
3. تسبب نوبات الوصل الجداري القذالي حركات العين والجفن الأخرى.
4. تميل النوبات التي تصيب التلم المهمازي إلى الانتشار إلى الفص الصدغي وقد تنتشر إلى الوصاد الجبهي الجداري أو الوصاد الجدراي، أو إلى الفصوص الأمامية للدماغ.[7]

### الأنواع الفرعية

#### متلازمة غاستاو
يؤثر هذا النوع بالدرجة الأولى على الرؤية وقد يتسبب في فقدان رؤية جزئي، والإحساس بومضات مضيئة، ورؤية البقع متعددة الألوان والأشكال، وحدوث الهلوسة البصرية (نادرة)، والصداع أثناء أو بعد النوبة.

#### متلازمة بانايوتوبولس
تصنف النوبات القذالية التي تحدث في خضم هذه المتلازمة بشكل مستقل، وذلك بسبب ترافقها بأعراض مميزة مثل الشحوب، والشعور بالتعب، والغثيان، وتوسع الحدقة، والتعرق، وسيلان اللعاب، والدماع. قد يفقد الأطفال قدرتهم على الاستجابة مع تثبيت الرأس على جانب واحد، قد تستمر هذه الحالة ما يصل إلى 20-30 دقيقة. تهتز الأطراف بشكل شائع أثناء النوبة، ينام معظم المرضى بعد انتهاء النوبة. تحدث أكثر من ثلثي هذه النوبات أثناء النوم، سواء خلال الليل أو خلال قيلولة النهار، تتكرر النوبات بمعدل واحدة أو اثنين كل بضعة أشهر.

## الأسباب
قد ينتج الصرع القذالي عن آفات و/أو إصابات الفص القذالي، وقد يكون مجهول السبب. تشمل الأسباب المحتملة الأخرى الأورام أو التشوهات القشرية. قد يؤدي خلل التنسج القذالي إلى حدوث الصرع القذالي، يصعب تشخيص وتحديد هذه الحالة بالتصوير بالرنين المغناطيسي. يشكل الصرع القذالي مجهول السبب في مرحلة الطفولة الشكل الأكثر حدوثًا، يليه غيرها من المتلازمات النادرة التي تؤثر على منطقة الفص القذالي مثل متلازمة ستورج ويبر، ومتلازمة راسموسن نمط البالغين وغيرها.

## التشخيص
تشمل إجراءات تشخيص الصرع القذالي الفحوص الدموية، واختبارات الكيمياء الحيوية، وتحري الأمراض الاستقلابية، وتحليل الحمض النووي، والتصوير بالرنين المغناطيسي الذي يعتبر أهمها. يستخدم التخطيط الكهربائي للدماغ (EEG) أيضًا للكشف عن موجات الدماغ غير الطبيعية والنشاط العصبي الذي ينعكس على شكل موجات بطيئة أو ذرى مرتفعة على التخطيط. يختلف تخطيط الدماغ الكهربائي لدى مرضى الصرع القذالي. يبدى تخطيط الدماغ بين النوبات الشذوذات التالية: موجات بطيئة جانبية خلفية، وموجات ألفا غير متناظرة، وذرى قذالية وحيدة الجانب. قد يكون تخطيط الدماغ بين النوبات طبيعيًا في الحالات مجهولة السبب. يُظهر تخطيط الدماغ الكهربائي لمنطقة النشبة نشاطًا سريعًا انتيابيًا للفص للقذالي، أو ذرى مرتفعة، أو كليهما، بالإضافة إلى موجات قذالية مسطحة قصيرة. لا تترافق ثلث النوبات القذالية مع أي تغيرات واضحة على تخطيط الدماغ.
يجرى التصوير بالرنين المغناطيسي لتقييم جميع الآفات والأذيات والتشوهات في المنطقة القذالية من دماغ المريض. يمكن للتصوير بالرنين المغناطيسي الوظيفي كشف التغيرات في تدفق الدم في جميع أنحاء الدماغ أثناء نشاط هذ الأجزاء. تفيد اختبارات الدم وفحوصات الدم الأخرى من نفي العدوى الالتهابية أو الحالات الوراثية وغيرها من المسببات المحتملة للصرع. يمكن أيضًا استخدام التصوير المقطعي المحوسب (CT) للكشف عن أي تشوهات مثل الأورام، أو الآفات، أو النزيف، أو التكيسات.

## الوقاية والعلاج
لم تعرف الآلية الدقيقة لحدوث الصرع، تلعب الأدوية المضادة للصرع دورًا مهمًا في تقليل الأعراض. تؤثر هذه الأدوية على قنوات الصوديوم والكالسيوم والبوتاسيوم المعتمدة على الفولتاج، ومستقبلات الغابا، والبروتينات المشبكية، والإنزيمات المختلفة. يعتبر الكاربامازيبين أحد العلاجات الشائعة. يعمل هذا الدواء على إحصار قنوات الصوديوم المعتمدة على الفولتاج، وتقليل إنفتاحها.  يعتبر التداخل الجراحي أحد الخيارات العلاجية على الرغم من قلة تطبيقه وعدم توافر أبحاث كافية حول فعاليته. 
تلعب الوقاية دورًا ثانويًا في مثل هذه الحالة، وتشمل الإجراءات المهمة الحرص على سلامة الحمل، والالتزام باللقاحات المتوافرة، والوقاية من صدمات وإصابات الرأس، وغسل الأيدي بانتظام لمنع العدوى الالتهابات التي قد تؤثر على الدماغ.

## الإنذار
تساهم العديد من العوامل في تحديد إنذار الصرع القذالي، يعتمد تحديد الإنذار على تواتر النوبات، وشدة الأعراض، واستجابة الفرد للعلاج. يعتمد الإنذار أيضًا على السبب الأساسي للصرع، ما إذا كان آفة عصبية أو صدمة سابقة، تلعب العوامل والظروف المرضية المرافقة دورًا في تحديد إنذار المرض.
يعيش الأطفال الذين يعانون من أحد أشكال الصرع القذالي حياة طبيعية بعد البلوغ ويمكنهم الاستغناء عن الأدوية في معظم الحالات. يندر استمرار النوبات بعد سن البلوغ بناءً على الأبحاث الحالية. تبدأ النوبات في التحسن ويتخلى معظم المرضى عن الأدوية بعمر15-16 سنة. قد يحتاج 5-10% من المرضى إلى الأدوية المضادة للنوبات بعمر الشباب. لا تتأثر وظيفة الدماغ في الصرع القذالي، يملك معظم المرضى قدرات ومهارات تعليمية طبيعية، قد يواجه البعض صعوبات بسيطة في التعلم.